# Balāṭ
Balāṭ es un distrito de la gobernación de Nuevo Valle, Egipto. En julio de 2017 tenía una población estimada de 12 268 habitantes.
Se encuentra ubicado al suroeste del país, en el desierto Líbico, cerca de la frontera con Sudán y Libia.